# Wiener Doppelhochzeit

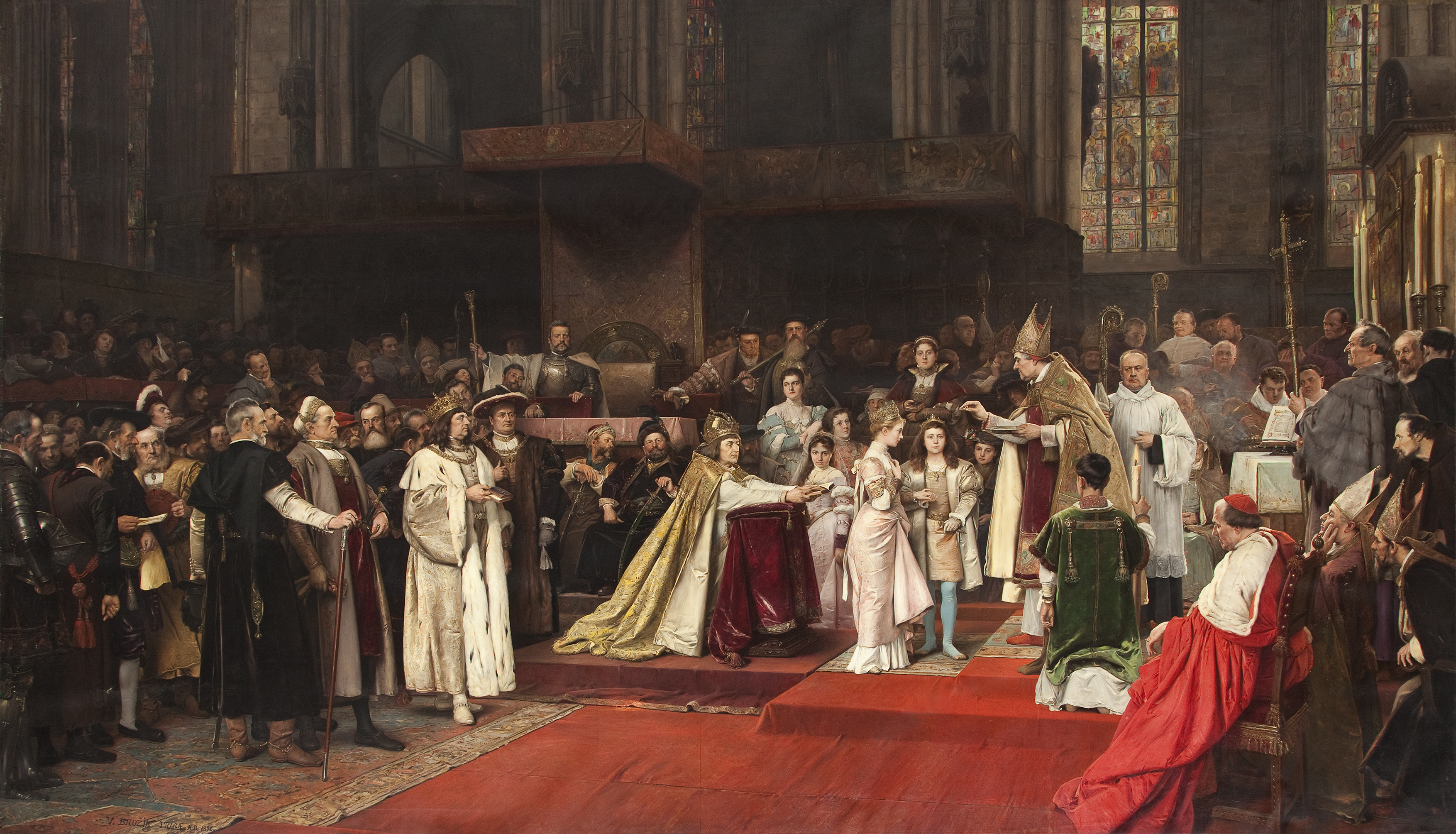
Václav Brožík: Tu felix Austria nube, 1896, Belvedere, Wien – Doppelhochzeit von Kaiser Maximilian I. (kniend) mit Anna von Ungarn (mit Brautschleier) sowie Maria von Habsburg mit Ludwig II. von Ungarn

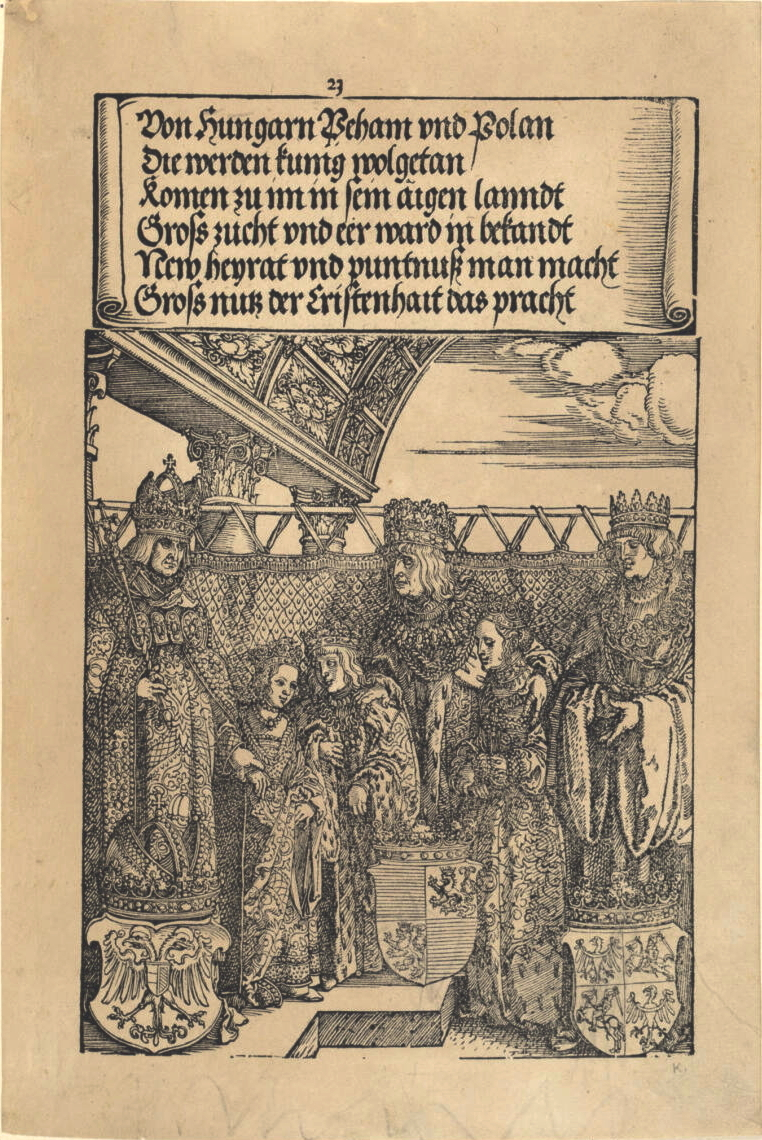
Holzschnitt von Albrecht Dürer. v. l. n. r.: Kaiser Maximilian I., seine Enkelin Maria, Ludwig II. von Ungarn neben seinem Vater König Vladislav II. von Ungarn, seine Tochter Anna und sein Bruder König Sigismund I. von Polen

Die Wiener Doppelhochzeit im Rahmen des von Historikern so bezeichneten Ersten Wiener Kongresses oder Wiener Fürstentags (17. Juli bis 29. Juli 1515) wurde am 22. Juli 1515 gefeiert.
Bei der Wiener Doppelhochzeit wurden
- Ludwig II. von Ungarn (1506–1526), der Sohn Vladislavs II., König von Böhmen, Kroatien und Ungarn, mit
- Maria von Habsburg (1505–1558), einer Enkelin Kaiser Maximilians I.

sowie
- Kaiser Maximilian (1459–1519), letztlich stellvertretend für seinen Enkel Ferdinand I. (1503–1564), mit
- Anna von Ungarn (1503–1547)

vermählt.
Die Wiener Doppelhochzeit muss historisch im Lichte der Bedrohung durch das Osmanische Reich (die „Türken“) gesehen werden, das sich seit der Eroberung von Konstantinopel (1453) am Balkan Richtung Ungarn und Österreich ausbreitete. Ein wichtiges Ziel bestand in der Festlegung einer einheitlichen Politik der osteuropäischen Mächte gegen die „Türkengefahr“. Die Verhandlungen hierzu wurden am 22. Juli 1515 erfolgreich abgeschlossen und die Friedensvereinbarungen wurden durch die beiden Heiratsverträge besiegelt.

## Habsburgische Hausmachtpolitik
Maximilian hatte schon im Jahre 1496 durch eine doppelte Hochzeit die Position der Habsburger als europäische Großmacht stärken können. Damals heiratete sein Sohn Philipp die spanische Infantin Johanna von Kastilien, während seine Tochter Margarete mit dem spanischen Thronfolger Juan verheiratet wurde. Damit gewannen die Habsburger den spanischen Königsthron und gleichzeitig die Herrschaft über die spanischen Kolonialgebiete.
Im Jahre 1504 begann er, auch seine östlichen Nachbarn durch Heiratsverträge an sich zu binden. Er handelte mit dem König von Ungarn und Böhmen Vladislav II. ein Eheversprechen für dessen eben geborene Tochter Anna mit einem seiner Enkel aus. Als Annas Mutter wieder schwanger wurde, arrangierte er die Verlobung seiner Enkelin Maria (1505–1558) mit dem noch ungeborenen Kind für den Fall, dass das Kind ein Junge werden würde. Tatsächlich wurde am 1. Juli 1506 Marias zukünftiger Ehemann Ludwig Jagiello, später Ludwig II. geboren.

## Die Doppelhochzeit in Wien
Das zwölftägige Fest verschlang wahre Unsummen – etwa 200.000 Gulden. Bis knapp vor Beginn der Feierlichkeiten kämpfte Kaiser Maximilian mit seinem Augsburger Kreditgeber Jakob Fugger um einen Kredit. Schließlich gewährte der Kaufmann dem Kaiser doch noch ein Darlehen von 54.000 Gulden, da er im Falle eines Streits zwischen Habsburgern und Jagiellonen um seine Bergwerke in Oberungarn bangen musste; im Gegenzug dafür musste der Kaiser ihm die Ausbeute der Tiroler Kupferminen für 6 Jahre abtreten.
Nachdem die Finanzierung der Großveranstaltung gesichert war, zogen am 17. Juli 1515 die drei Herrscher Kaiser Maximilian, Vladislav, König von Böhmen, Kroatien und Ungarn, und dessen Bruder Sigismund, König von Polen und Großfürst von Litauen, unter dem Jubel der Wiener Bevölkerung in die Stadt ein. Am 20. Juli begannen die offiziellen Verhandlungen über die Heiratsverträge. Dem neunjährigen Prinzen Ludwig setzte Maximilian dabei eine besondere Geste: Er adoptierte ihn am 20. Juli an Sohnes statt und bestellte ihn zum Generalvikar des Deutschen Reiches sowie zum Erben der Kaiserwürde – ein geschickter Schachzug, mit dem der Kaiser zwar gegen geltendes Reichsrecht verstieß, der gleichzeitig dem Habsburger jedoch formal die Möglichkeit gab, sich im Falle des Falles in die ungarischen Angelegenheiten einzumischen.
Bei den eigentlichen Verhandlungen über die Heiratsverträge war Maximilian jedoch in der peinlichen Lage, dass er noch keine bindende Zusage für einen seiner beiden Enkel machen konnte. Karl sollte Mary Tudor, die Schwester Heinrichs VIII. von England, heiraten und Ferdinand war in Spanien bei seinem Großvater Ferdinand II. von Aragón, der wohl eigene Heiratspläne hatte. Also erklärte Maximilian, dass er Anna in Stellvertretung seiner Enkel heiraten werde. Sollte ein Ehevertrag mit einem seiner Enkel binnen eines Jahres nicht zustande kommen, würde er Anna selbst zur Frau nehmen. So fungierte Anna zugleich als jungfräuliche Ehefrau und politische Blanko-Braut. Die glanzvolle Doppelhochzeit wurde am 22. Juli 1515 im Wiener Stephansdom gefeiert. Anwesend waren die Gesandten aller europäischen Staaten und der Hochadel des Heiligen Römischen Reiches. Zunächst ließ sich der 56-jährige Kaiser mit der 12-jährigen Anna trauen und Kaiser Maximilian versprach Anna:

„Wiewohl wir Itzt Euer Liebden das Wort gegeben, daß Ihr Unser Gemahlin sein sollet, so ist doch solches geschehen im Namen Unserer beiden abwesenden Enkel und in der Meinung, Euer Liebden an einen von denselben zu vermählen, den wir auch hiermit Euch ehelich versprechen. Und weil mein Enkel Carl die Königreiche Castillien und Arragonien, sein Bruder Ferdinand aber das Königreich Neapel zu erben und zu erwarten hat, so erklären und nennen wir hiemit Euer Liebden eine Königin, und wollen Euch zu einer solchen gekrönet haben!“

Anschließend wurden der 9-jährige Ludwig und die 9-jährige Maria getraut. Das Hochzeitsfest dauerte bis zum 29. Juli, am 3. August besiegelten die drei Herrscher einen offiziellen Freundschaftsvertrag.
Der Ehevertrag über die Vermählung von Anna mit Ferdinand wurde vor Ablauf eines Jahres geschlossen. Die Hochzeit fand jedoch erst sechs Jahre nach dem Wiener Großereignis am 26. Mai 1521 in Linz statt. Diese Ehe wurde eine der glücklichsten in der Geschichte der Familie Habsburg.

## Politische Folgen
Ungarn wurde 1526 vom Osmanischen Reich erobert, wobei Ludwig II. sein Leben verlor. In Österreich konnte Ferdinand, der Anna geheiratet hatte, der Belagerung standhalten; nach dem Tod Ludwigs II. war er formal auch Herrscher über das osmanisch eroberte Ungarn, wo von den Osmanen jedoch Ludwigs Onkel Johann Zápolya zum König ausgerufen wurde. Insofern wurde durch diese Hochzeiten der Grundstein der „Donaumonarchie“ gelegt, die sich später als Österreich-Ungarn zur europäischen Großmacht entwickelte.